# Ашик-Кериб (балет)
«Ашик-Кериб» — балет в трёх действиях восьми картинах по мотивам одноимённого произведения М.Ю. Лермонтова. Либретто — А.А. д’Актиль. Музыка народного артиста РСФСР Б. В. Асафьева. Дирижёр — П. Э. Фельдт.

## История
Б. В. Асафьев написал балет «Ашик-Кериб» в мае 1939 года. Во время написания музыки он представлял себе Лермонтова и его путешествия по Кавказу, окружающую природу, быт людей, культуру. Премьера балета «Ашик-Кериб» на сцене Ленинградского Малого оперного театра состоялась 3 декабря 1940 года. Над балетом работали балетмейстер Борис Фенстер, композитор Борис Асафьев, художник Симон Вирсаладзе.
Балет включили в репертуар Малого оперного театра в связи с тем, что приближалась дата — 100 лет со смерти М. Ю. Лермонтова. Изначально планировалось, что постановку Борис Фенстер будет делать совместно с В. И. Пономаревым, но в итоге он работал над ней самостоятельно. В письмах к Л. Д. Блок он делился своими мыслями о постановке. Отмечал, что всего боится, хотя это и глупо. В процессе работы над второй картиной первого акта «Сад» хотел разрешить все пластическим диалогом, но при условии отсутствия слов в самой пластике. Первая часть — чистая пластика и любовь, далее — объяснение мыслей влюбленных в танце. Фенстера волновало то, что Куршуд получался излишне традиционным, он рассуждал о необходимости поклонов для Куршуда и Ашика, при этом упоминая, что ничего пока не придумал. Он писал, что хочет, чтобы в «Саду» первого акта Магуль-Мегери смело говорила о своей любви и была показана волевой девушкой. Он просил Л. Д. Блок написать ему, если у неё есть время подумать про его спектакль и что-то предложить. Это письмо датировано 11 июля 1939 годом.
В письме от 2 августа 1939 года он пишет Л. Д. Блок о том, что обдумал всё сказанное про будущий балет, но персонаж Курдуша всё равно остаётся не определённым. В треугольнике главных героев три положительных начала, и это не позволяет создать конфликт. Если единственной положительной стороной Курдуша сделать любовь к Магуль-Мегери, то пока он будет добиваться её любви, будет делать все больше и больше зла. Фенстер не хотел делать из Куршуда злодея, но писал, что его богатство и господство над другими людьми уже делают его отрицательным персонажем.

## Действующие лица
- Ашик-Кериб — С. П. Дубинин, Л. П. Вариченко
- Магуль Мегери — заслуженная артистка РСФСР Г. Н. Кириллова, В. М. Розенберг
- Куршуд-Бек — Н. Н. Филипповский, Н. С. Соколов
- Плясун Джамал — заслуженный артист РСФСР Н. А. Зубковский, В. М. Тулубьев
- Подруга Магуль-Мегери — Г. И. Исаева, Л. Г. Лихачева
- Паша — заслуженный артист РСФСР А. А. Орлов, А. Ф. Сычков
- Купец Аяк-Ага — Е. А. Кисуленко, А. А. Спесивцев
- Наложница Паши — Т. К. Оппенгейм, Е. Н. Иванова 2-я
- Мамелюк Паши — И. П. Васильев, В. Н. Ермолаев
- Уличная танцовщица — Л. В. Евментьева, Т. Н. Успенская
- Купец — В. Н. Павлов[2].

Солисты оркестра:
- Кларнет — Л. С. Теслер, С. А. Суслов
- Гобой — заслуженный артист РСФСР Д. В. Пряхин, Б. А. Назаров
- Флейта — А. М. Галкин, Л. Н. Островский
- Труба — Д. В. Чудненко, П. В. Грисяк, М.А Болотин
- Челеста — Н. П. Вильчинская, А. С. Вишневич,
- Английский рожок — П. Н. Дорощук, А. М. Васильев

Ведущие режиссёры: Н. Н. Рыхляков, Д. Я. Максимович.
Соло на виолончели: И. М. Лившиц, И. М. Орловский.